# Marie Bilders-van Bosse
Maria Philippina (Marie) Bilders-van Bosse, né le 21 février 1837 à Amsterdam et morte le 11 juillet 1900 à Wiesbaden, est une peintre néerlandaise.

## Biographie
Marie Bilders-van Bosse naît le 21 février 1837 à Amsterdam.
Elle est l'épouse de Johannes Warnardus Bilders. Elle est l'élève de Bosboom, J.v.d.S. Bakhuysen et de son mari.
Elle est la tante de Christine Bakker-van Bosse, féministe et pacifiste.
Elle meurt le 11 juillet 1900 à Wiesbaden.